# Encephalartos trispinosus
Encephalartos trispinosus är en kärlväxtart som först beskrevs av William Jackson Hooker, och fick sitt nu gällande namn av Robert Allen Dyer. Encephalartos trispinosus ingår i släktet Encephalartos och familjen Zamiaceae. IUCN kategoriserar arten globalt som sårbar. Inga underarter finns listade i Catalogue of Life.

## Bildgalleri

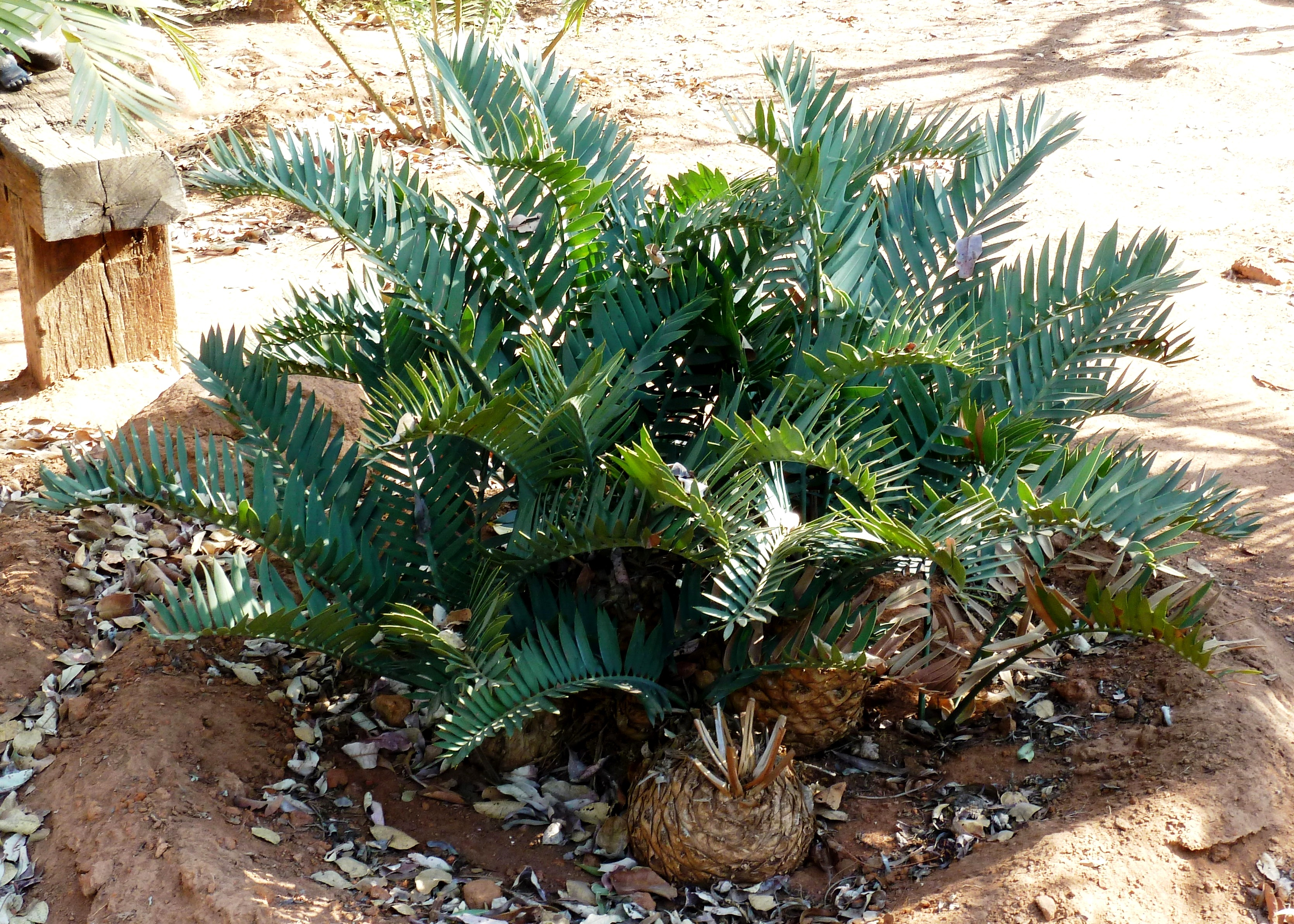
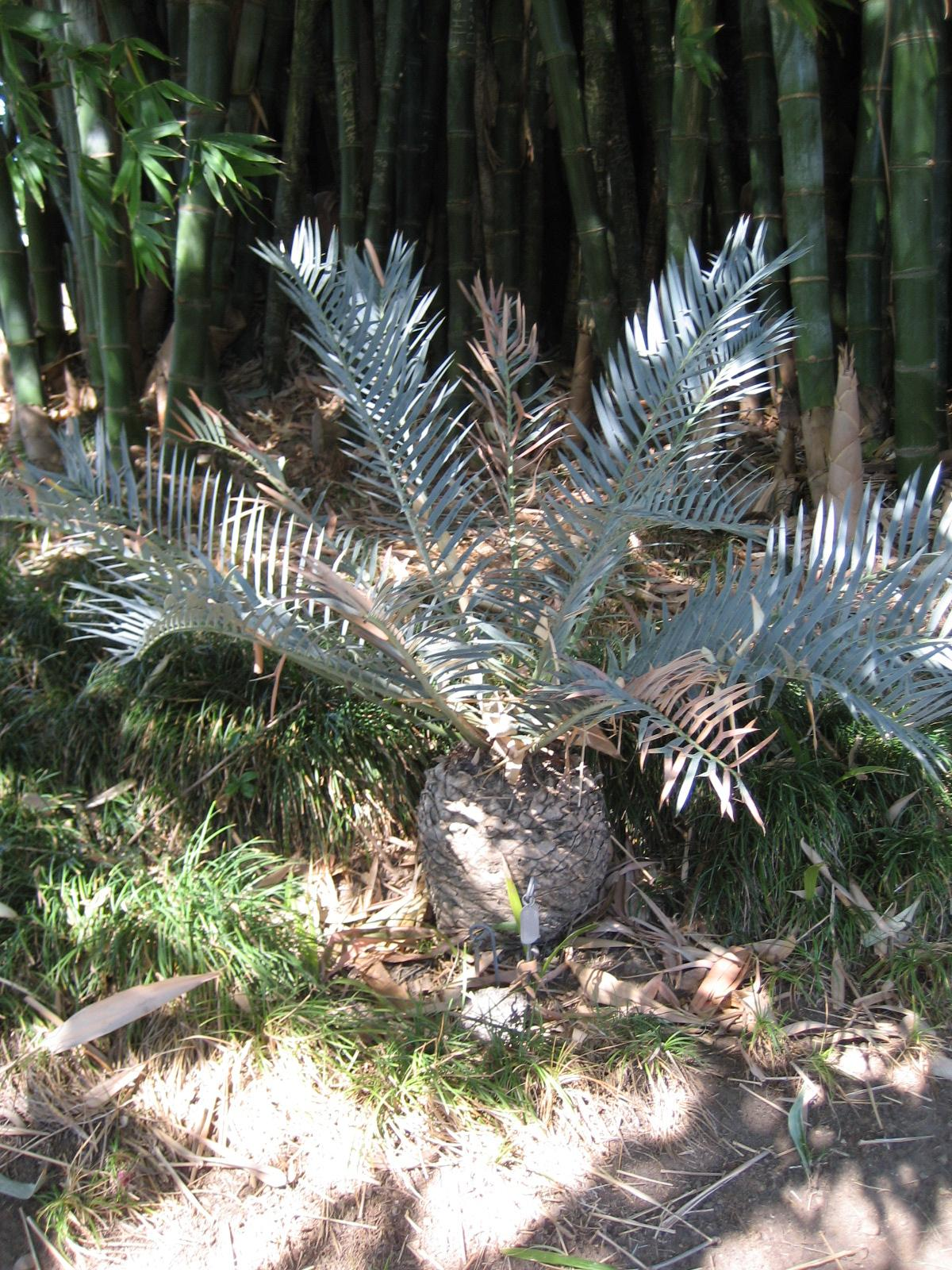
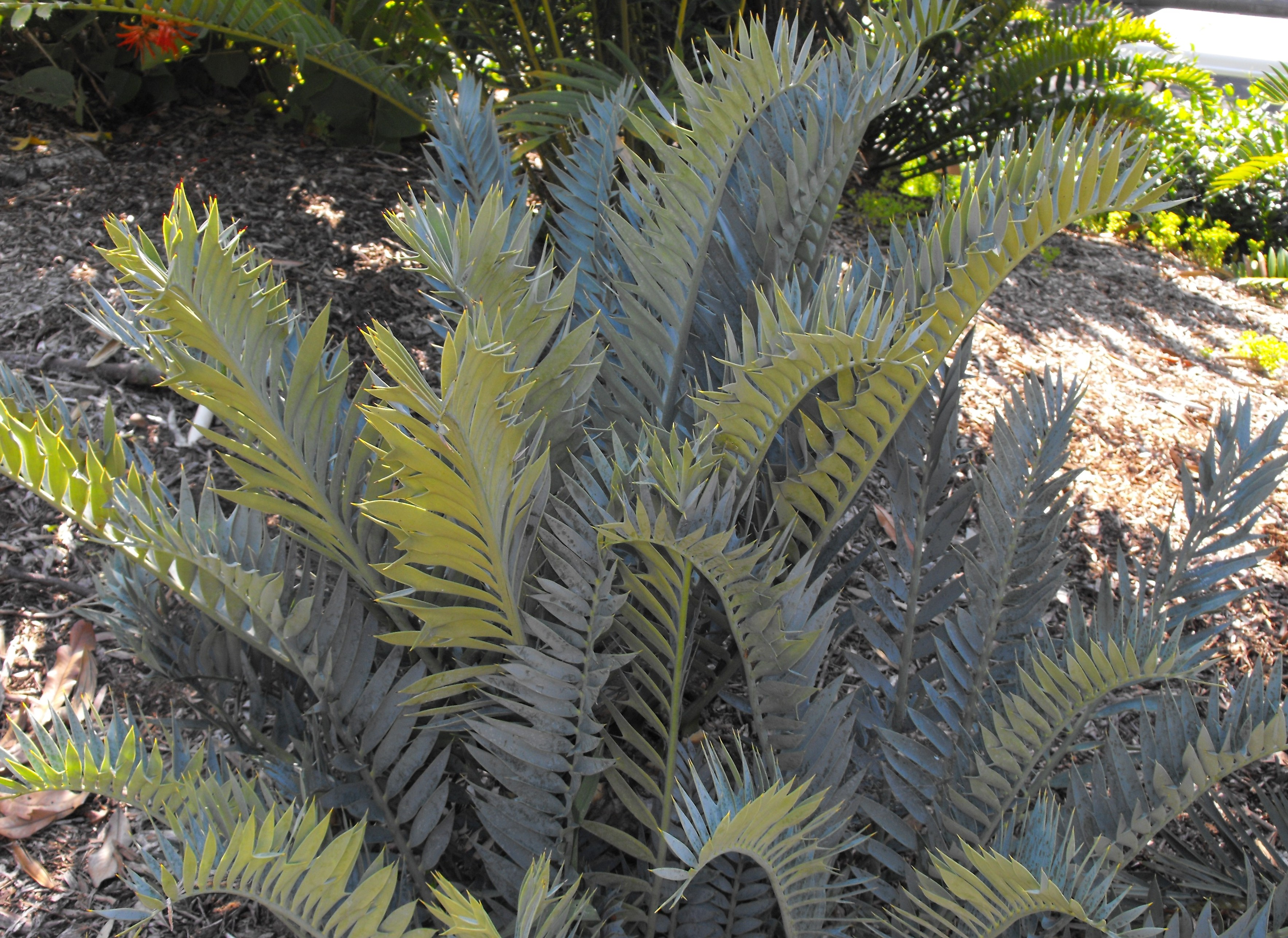
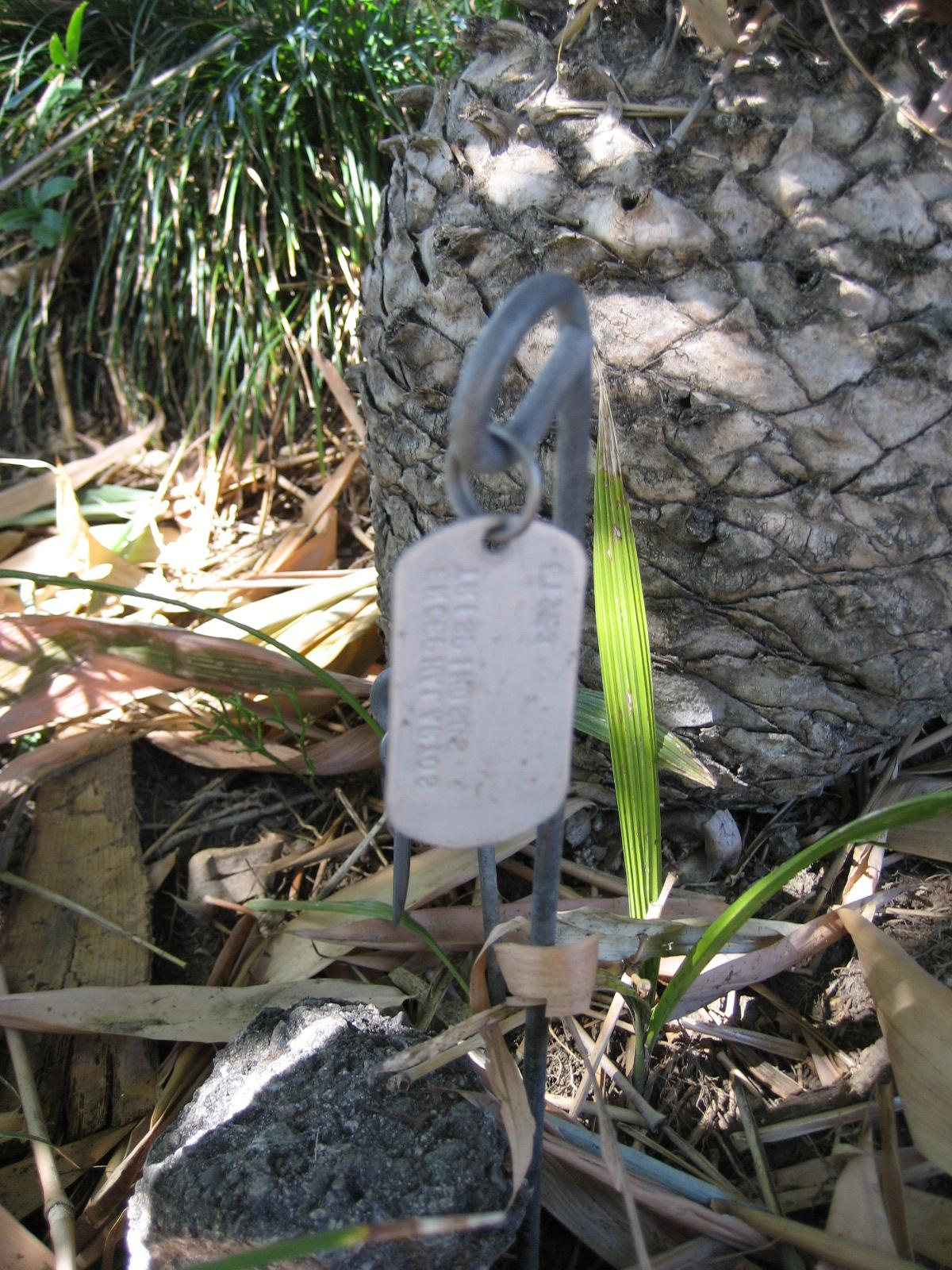
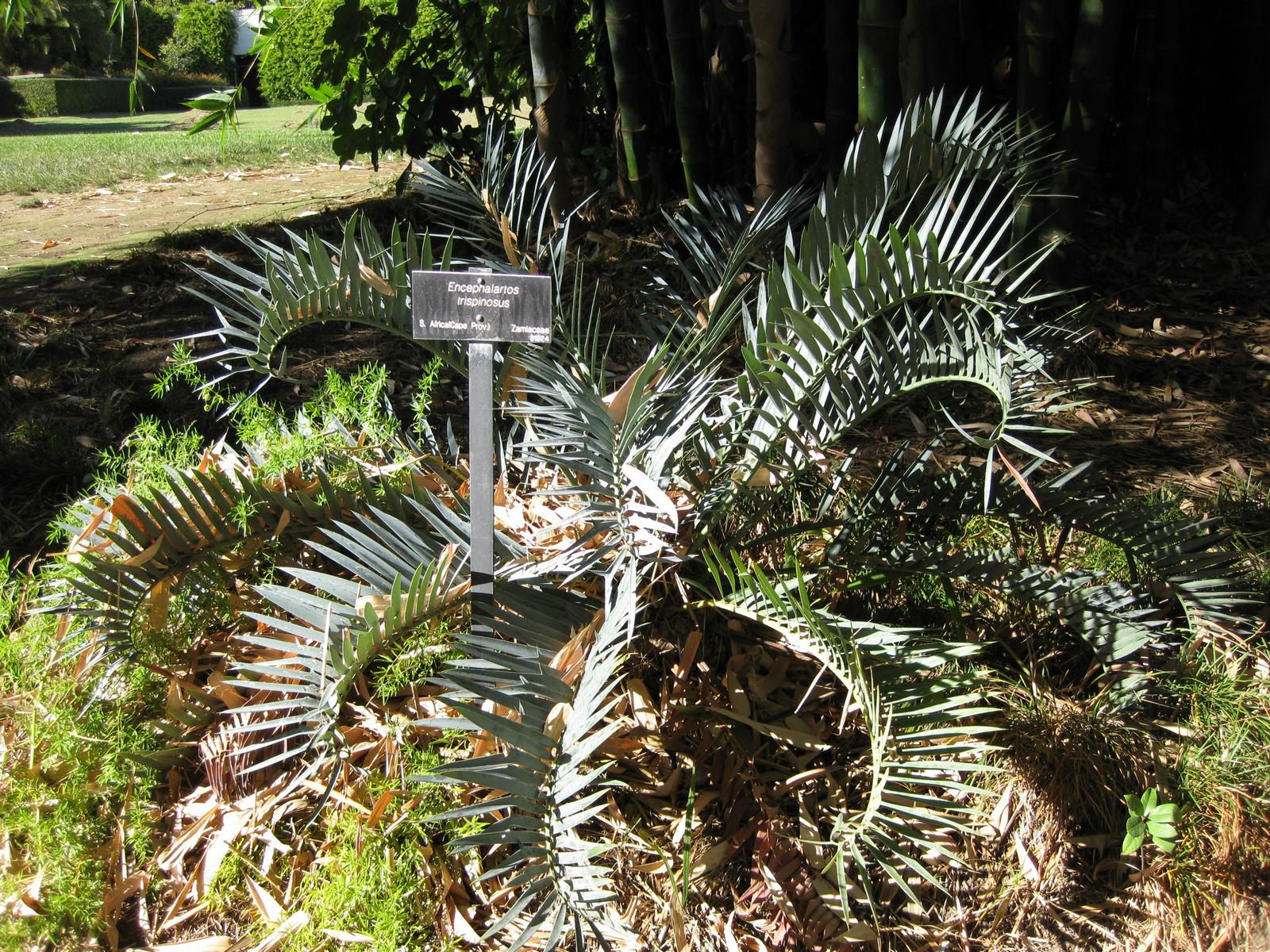